# Mezeta
A Mezeta (spanyolul és portugálul Meseta Central) az Ibériai-félsziget központi fennsíkja, az Ibériai-hegységrendszer része. Területének nagy többsége Spanyolországban, egy kis hányada Portugáliában van.

## Természetföldrajzi viszonyai
Északi határa a Kantábriai-hegyvidék, keleti a Katalóniai-hegység és az Ibériai-peremhegyvidék, déli a Sierra Morena — ez utóbbi csak délről, az Andalúziai-medence felől tűik hegységnek, a fennsík felől a domborzat emelkedése alig észlelhető. Nyugaton, nagyjából a két ország határvidékén lépcsős törésekkel süllyed az Atlanti-óceán felé. Ennek megfelelően folyói is nyugatnak, az óceán felé folynak.
Középen a nagyjából K–Ny futású Kasztíliai-választóhegység (Sistema Central) két részre osztja:
- az Északi-Mezeta (Ó-Kasztília) (Meseta Norte) valamivel magasabb (700–1000 m között); ez a Duero folyó fölső vízgyűjtője;
- a Déli-Mezeta (Új-Kasztília) (Meseta Sur) alacsonyabb (300–700 m között); a Tajo és a Guadiana fölső vízgyűjtője.

A sokáig alsó–középső szakasz jellegű folyók a fennsík pereméhez érve hirtelen felső szakasz jellegűvé válnak, és zuhatagok sorával ereszkedtek le e tengerparti síkságra. A helyzeti energiát kihasználó vízi erőműveknek köszönhetően ezek a folyórészek mára tavak (víztározók) sorozataivá alakultak.

## Éghajlata
Éghajlata szélsőségesen kontinentális; a mediterrán jelleg dél felé erősödik. Az éves csapadék az északon 400–650 mm, délen még ennél is kevesebb. Megoszlása szélsőségesen egyenlőtlen nyári minimummal és őszi-téli maximummal. Ebből adódóan szélsőségesen egyenlőtlen a folyók vízjárása is.

## Növényzete, mezőgazdasága
A hegyes-dombos részek talajai az egykori erdőirtásoknak köszönhetően lepusztult, sovány váztalajok. A domboldalak kopárak, a növényzet gyér és szegényes. A folyók hordalékával feltöltött völgyekben virágzó mezőgazdaság alakult ki. Az ártereken többnyire vízigényes és ezért rendszerint öntözött zöldségféléket termesztenek, a legfelső teraszokon pedig többnyire gabonát – a szőlőt e kettő közé telepítik, bár egyes szőlők felkúsznak a domboldalakon is, „ahol a bor megfagy”. Ezeken az ültetvényeken általában kisebb hozamú, különleges fajtákat termesztenek. A szőlőtermesztésre használt teraszok talaja többnyire agyagos, a fölső teraszoké erősen meszes. Az Északi-Mezeta Spanyolország
A Déli-Mezetában gyakoriak az olajfaültetvények.

## Közigazgatása
Spanyolország fővárosa, Madrid a Déli-Mezeta északi peremén, a Kasztíliai-választóhegység lábánál épült. Az Északi-Mezeta Spanyolország Kasztília és León autonóm közössége; fővárosa Valladolid; a Déli-Mezeta Madridon kívül még Kasztília-La Manchára terjed ki; ennek székhelye Toledo.